# Морозвиздка епархия (Римокатолическа църква)
 Тази статия е за римокатолическата епархия.  За православната вижте Кратовска епархия.  
Морозвиздката епархия (на латински: Dioecesis Morosbisdensis) е титулярна епископия на Римокатолическата църква с номинално седалище в македонския град Мороздвизд, Република Македония. Епархията е подчинена на Охридската архиепископия. Като титулярна епископия е установена в 1933 година.
Титулярни епископи
| Име                 | Име                  | Управление                    | Забележка                           | Години                           |
| ------------------- | -------------------- | ----------------------------- | ----------------------------------- | -------------------------------- |
| Джон Реймънд Макган | John Raymond McGann  | 12 ноември 1970 – 3 май 1976  | в епископ на Роквил Сентър, Ню Йорк | 2 декември 1924 – 29 януари 2002 |
| Джордж Авис Фалкър  | George Avis Fulcher  | 24 май 1976 – 8 февруари 1983 | в епископ на Лафайет, Индиана       | 30 януари 1922 – 25 януари 1984  |
| Джеймс Томас Макхю  | James Thomas McHugh  | 20 ноември 1987 – 13 май 1989 | в епископ на Камден, Нюджърски      | 3 януари 1932 – 20 декември 2000 |
| Едуард Майкъл Грос  | Edward Michael Grosz | 22 ноември 1989               |                                     | 16 февруари 1945                 |